# Alice Guy-Blaché

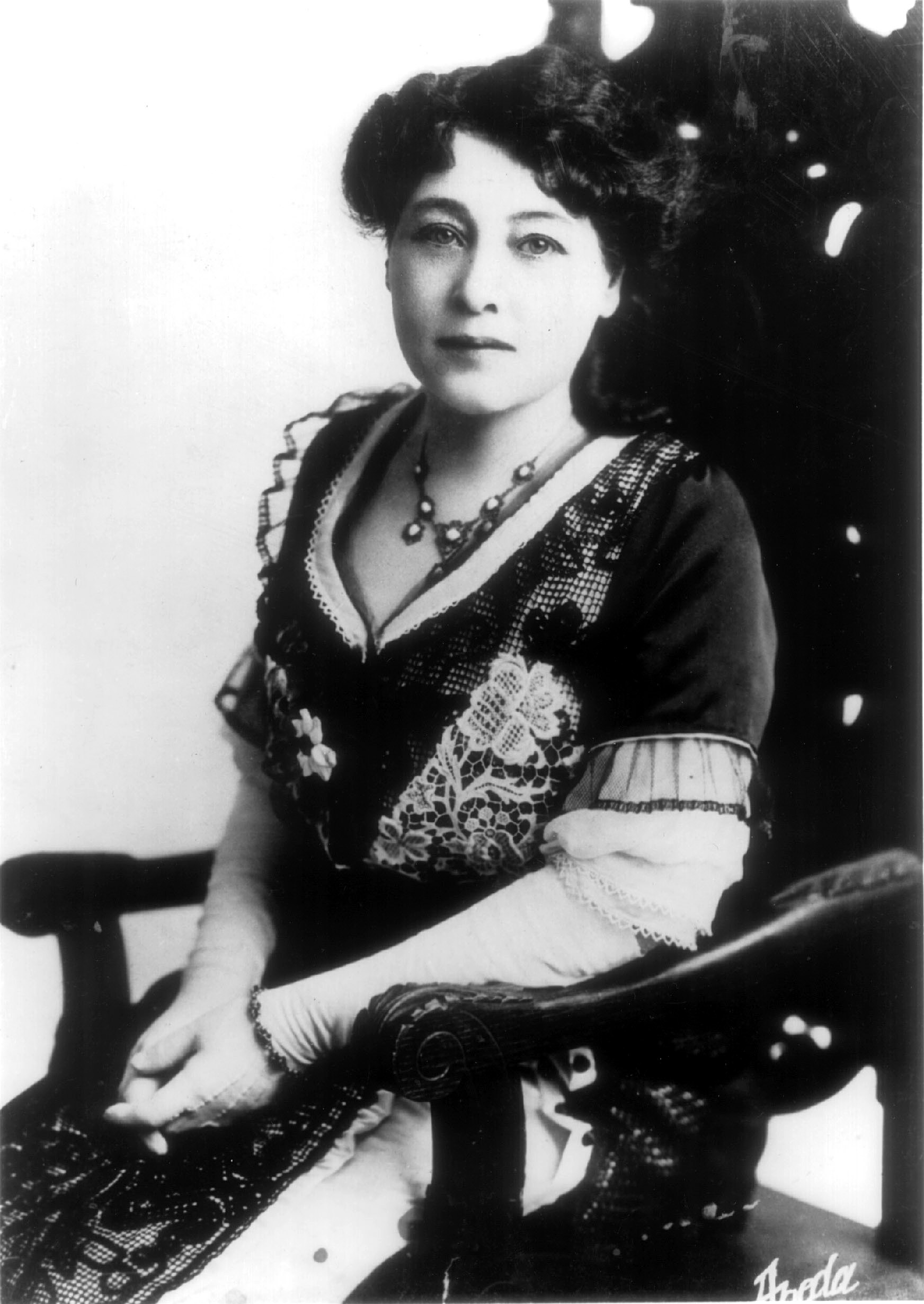
Alice Guy-Blaché (1896)

Alice Guy-Blaché (* 1. Juli 1873 in Saint-Mandé, Frankreich; † 24. März 1968 in Mahwah, New Jersey, USA) war eine Pionierin des Films und die erste Filmregisseurin der Welt. Mit ihrem ersten Film, La Fée aux Choux, drehte sie 1896 den ersten fiktionalen Film überhaupt. Später wurde sie auch ihre eigene Produzentin.

## Leben und Werk
Alice Guy-Blaché wurde unter dem Namen Alice Guy als Kind französischer Eltern, die in Chile lebten, geboren. Ihr Vater besaß dort eine Buchhandelskette. Ihre Mutter kehrte nach Paris zurück, um dort ihre Tochter zur Welt zu bringen. Ihre ersten Lebensjahre verbrachte sie bei ihrer Großmutter in der Schweiz, bis ihre Mutter sie mit nach Chile nahm, wo sie zwei Jahre lebte. Sie wurde dann auf ein Internat nach Frankreich geschickt und war ein Teenager, als ihre Eltern aus Chile zurückkehrten. Kurz darauf starben ihr Vater und ihr Bruder.
Seit ihrem 17. Lebensjahr verdiente Alice Guy ihren Lebensunterhalt als Stenotypistin. 1894 wurde sie von Léon Gaumont als Sekretärin bei dem Comptoir général de la Photographie eingestellt. Am 22. März 1895 wohnte sie einer internen Vorführung des Kinematographen der Gebrüder Lumière bei. Erst acht Monate später, am 28. Dezember 1895, fand die erste öffentliche Vorstellung des Kinematographen in Paris statt. Ihr Arbeitgeber ging bald bankrott, aber der Prokurist Gaumont gründete im Juli 1895 die neue Firma L. Gaumont et compagnie. Dort machte Alice Guy ihrem Chef den Vorschlag, selber einen Film mit einer Spielhandlung zu drehen. Gaumont nahm den Vorschlag an und so begann die Regiekarriere von Alice Guy, die über 25 Jahre dauern sollte. In dieser Zeit schuf sie als Drehbuchautorin, Regisseurin und Produzentin über 700 Filme.
Von 1897 bis 1906 leitete Alice Guy die Produktion bei Gaumont und war die erste Filmemacherin der Welt, die systematisch den Spielfilm entwickelte. Im Pariser Stadtteil Belleville wurde ein Studio eingerichtet. 1906 drehte sie ihren ersten längeren Spielfilm mit dem Titel La Vie du Christ, für die Zeit eine Großproduktion, bei der über 300 Statisten mitwirkten. Im selben Jahr drehte sie auch den Film La Fée Printemps, einer der ersten Filme in Farbe. Sie leistete auch Pionierarbeit bei der Produktion von Tonaufnahmen auf Phonographenwalzen, die die Filme begleiteten. Sie benutzte Doppelbelichtungen und andere Effekte.
1907 heiratete Alice Guy den Kameramann Herbert Blaché, der bald darauf die Leitung der Tochterfirma der Gaumont in den USA übernahm. 1910 gründeten die beiden ihre eigene Produktionsgesellschaft The Solax Company zusammen mit George A. Magie als Partner, die sich bald zu einer der größten Filmproduktionsfirmen der USA entwickelte. Blaché übernahm die geschäftliche, Alice Guy die künstlerische Leitung. Bis 1914 wurden über 300 Filme produziert, bei mehr als 40 führte Alice Guy Regie. Besonders erfolgreich waren Abenteuerfilme. Die Firma war so erfolgreich, dass innerhalb von zwei Jahren über 100'000 US-Dollar in die Produktionsstätten in Fort Lee, New Jersey investiert werden konnten. Fort Lee wurde damals zu einem der Zentren der Filmproduktion in den USA.
Mit ihren Produktionen machte sie sich in den Vereinigten Staaten einen guten Ruf. Zu dieser Zeit begann sie an der Columbia University Film zu unterrichten. 1914 wurde Solax in Blaché Features umbenannt, wobei Herbert Blaché die Präsidentschaft übernahm. Da er sich aber vermehrt dem Kunstfilm zuwandte, arbeitete Alice Guy nun vor allem für Players & Plays, für die sie weiterhin erfolgreich Abenteuerfilme wie The Adventurer (1917) inszenierte. Nachdem ihr Mann Blaché Features heruntergewirtschaftet hatte, ging er nach Hollywood. Sie folgte ihm später nach, um ihm zu assistieren. Mit dem Niedergang der Produktion an der Ostküste unter dem Druck der Motion Picture Patents Company und der Verlagerung der Produktion an die Westküste endete auch die geschäftliche Zusammenarbeit mit ihrem Mann.
1918 produzierte sie mit The Great Adventure ihren ersten Misserfolg. Mit Tarnished Reputations folgte 1920 ein weiterer Flop. Sie wandte sich vom Film ab und ließ sich zudem 1922 von ihrem Mann scheiden. Alice Guy arbeitete kurz für William Randolph Hearsts International Film Service und kehrte dann weitgehend mittellos mit ihren beiden Kindern nach Frankreich zurück. Für die Produktion neuer Filme fehlte ihr das Startkapital, so dass sie sich und ihre Kinder mit Kurzgeschichten, Märchen und Filmbesprechungen durchbrachte. 1940 wurde eine ihrer Töchter Diplomatin der USA. Alice Guy-Blaché konnte sie auf ihre Posten in aller Welt begleiten. Bis zu ihrem Tod kämpfte sie für die historische Anerkennung ihrer Leistungen.
Dass ihre Pionierleistung lange Zeit vergessen blieb, war auch männlichen Filmhistorikern zu 'verdanken', die ihre frühen Filme einfach männlichen Regisseuren zuschrieben. 1953 wurde sie für ihre Verdienste um den Film in die Ehrenlegion aufgenommen. Ihre Autobiographie wurde erst nach ihrem Tod veröffentlicht.
Alice Guy-Blaché schrieb, produzierte und inszenierte über tausend Filme, vor allem Komödien, Musicals und Western. In ihren Filmen thematisierte sie Antisemitismus, Immigration, die Situation der Arbeiter, die Rolle der Frau und Kindesmisshandlung. Die meisten ihrer Filme sind verschollen.
Guy-Blaché heiratete nicht wieder. 1964 kehrte sie in die USA zurück, um bei einer ihrer Töchter zu leben. Sie starb 1968 in einem Pflegeheim in Mahwah, New Jersey.

## Filmbiografien

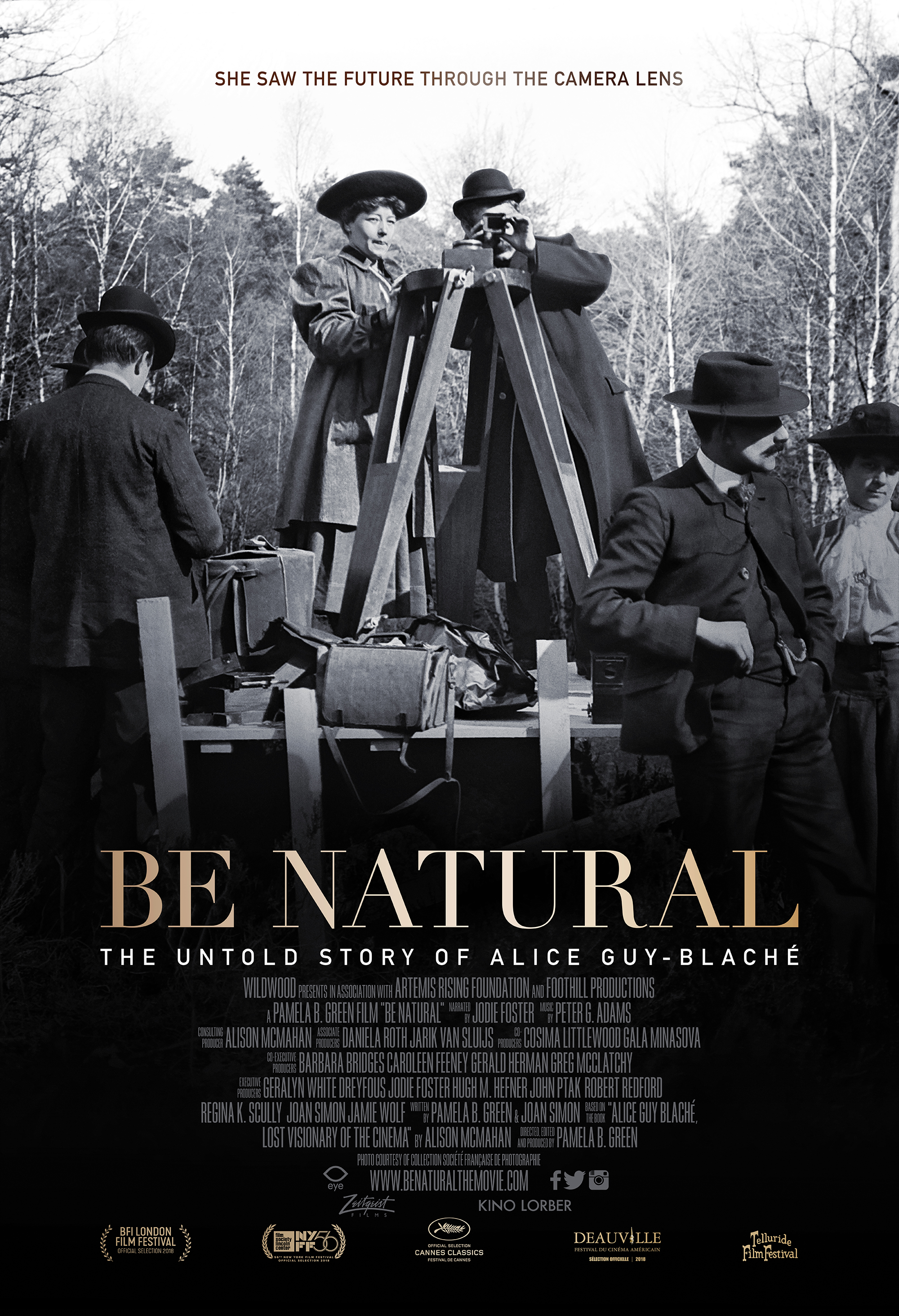
Filmplakat 2018

Künstlerisch aufgegriffen wurde ihre Biografie u. a. von der Regisseurin Caroline Huppert in dem 1982 in Frankreich entstandenen Fernsehfilm Elle voulait faire du cinéma. 1984 wurde dieses Biopic auch im DDR-Fernsehen unter dem Titel Weg der Besessenheit ausgestrahlt.
1995 drehte Marquise Lepage den Film Le Jardin oublié: La vie et l'œuvre d'Alice Guy-Blaché (Der verlorene Garten: Das Leben und das Werk von Alice Guy-Blaché).
2018 drehte Pamela B. Green den Dokumentarfilm Be Natural – Sei du selbst (Be Natural: The Untold Story of Alice Guy-Blaché), der beim Festival von Cannes lief. Jodie Foster, Robert Redford und weitere fungierten als Executive Producer.

## Filme (Auswahl)
- 1896: La Fée aux Choux (The Cabbage Fairy)[9]
- 1902: Les Chiens Savants
- 1905: La Esmeralda (nach Victor Hugos Roman Der Glöckner von Notre-Dame)
- 1906: Les Résultats du féminisme (Die Folgen des Feminismus)[10]
- 1906: Une Histoire Roulante
- 1906: La Vie du Christ
- 1907: Madame a des envies[11]
- 1907: La Barricade
- 1912: Algie the Miner
- 1912: Making an American Citizen
- 1912: The Girl in the Armchair
- 1912: Falling Leaves
- 1913: A House Divided
- 1913: The Pit and the Pendulum
- 1913: Shadows of the Moulin Rouge
- 1913: Matrimony’s Speed Limit
- 1914: The Woman of Mystery
- 1914: The Tigress
- 1915: My Madonna
- 1915: The Vampire
- 1916: The Ocean Waif
- 1917: House of Cards
- 1918: The Great Adventure

## DVD-Veröffentlichungen
- Scott Simmon (Hrsg.): More Treasures from American Film Archives 1894–1931. National Film Preservation Foundation, San Francisco 2004. (Enthält auf DVD 3 Guy-Blachés Falling Leaves (1912) sowie einen ausführlichen Text zum Film im Begleitbuch, S. 121–126)
- The Ocean Waif. Kino Lorber, New York 2008. (Enthält außerdem 49-17 (1917) von Ruth Ann Baldwin)
- Gaumont – Le Cinéma premier, Volume 1: 1897–1913: Alice Guy – Louis Feuillade – Léonce Perret. Gaumont Vidéo, Neuilly-sur-Seine 2008. (Enthält zwei DVDs mit sämtlichen erhaltenen Filmen, die Alice Guy in den Jahren 1897–1907 für Gaumont inszeniert hat. Die DVD-Box ist auch auf Englisch publiziert als Gaumont Treasures (1897–1913), Kino Lorber, New York 2009.[12])
- Early Women Filmmakers: An International Anthology. Flicker Alley, Los Angeles 2017. (Enthält von Alice Guy-Blaché die Filme Les Chiens Savants (1902), Une Histoire Roulante (1906), La Barricade (1907), Falling Leaves (1912), Making an American Citizen (1912) und The Girl in the Armchair (1912).[13])

## Filme über Alice Guy-Blaché
- Nicole-Lise Bernheim, Qui est Alice Guy?, 1975
- Katja Raganelli: Alice Guy-Blaché (1873–1968) – Hommage an die erste Filmemacherin der Welt. 1997 (59 min)
- Caroline Huppert: Elle voulait faire du cinéma. (dt.: Weg der Besessenheit). 1982
- Jeffrey Goodman und Anthony Slide: The Silent Feminists: America's First Women Directors, 1993
- Marquise Lepage: Le Jardin oublié: La vie et l’œuvre d’Alice Guy-Blaché (Der verlorene Garten: Das Leben und das Werk von Alice Guy-Blaché). 1995
- Florida Sadki: Alice Guy ou l'enfance du cinéma, 1997
- Susan Koch: Reel Models: The First Women of Film; Alice Guy, Lois Weber, Frances Marion, Dorothy Arzner, USA 2000
- Pamela B. Green: Be Natural – Sei du selbst (Be Natural: The Untold Story of Alice Guy-Blaché). 2018 (99 min)
- Valérie Urrea, Nathalie Masduraud: Alice Guy, die vergessene Filmpionierin. 2021 (53 min)